# Windmotor Otjimbingwe
Der Windmotor Otjimbingwe  ist ein – weitestgehend zerstörtes – Industriedenkmal in der namibischen Ansiedlung Otjimbingwe. Die 20 Meter hohe Windkraftanlage bestand aus einem Stahlgerüst, einem hölzernen Flügelrad mit einem Durchmesser von ungefähr zehn Meter und einem langen Leitwerk. Der Windmotor 1 befand sich im Hinterhof der ehemaligen Wagenbauerei von Eduard Hälbich und erzeugte mechanische Energie für den Antrieb der Maschinen der Werkstatt.

## Geschichte
Der Turm für die Anlage wurde 1897 von Gottlieb Redecker im Auftrag der Familie Hälbich errichtet. Der Windenergiekonverter war nach dem Halladay-System von der Fried. Filler Maschinenfabrik in Hamburg entworfen worden und wurde am 7. Oktober 1897 in Betrieb genommen.
Nach Ende der Nutzung  verfiel das Windrad. Das hölzerne Rad war seit Längerem  nicht mehr vorhanden, und das Getriebe war unbrauchbar geworden. Am Stahlturm befand sich nur noch das Getriebe samt Welle mit dem Leitwerk als Teil des ehemaligen Windrads. Das Turmgerüst war aber noch immer in einem guten Zustand. 
In den 1960er Jahren wurde versucht, den Windmotor zu restaurieren und wieder funktionstüchtig zu machen, jedoch waren die Kosten zu hoch. Der Windmotor in Otjimbingwe wurde am 15. August 1963 in die Liste der Nationalen Denkmäler in Namibia aufgenommen.
Die Bemühungen um eine Restaurierung fanden 2008 ein jähes Ende, da der Turm von Plünderern, die es auf den Schrottwert des Alteisens abgesehen hatten, geschleift wurde.

## Beschreibung
Das Flügelrad an der Spitze des Stahlturms trieb eine senkrechte Welle an, die zu einem darunter liegenden Getriebe führte. Von dem Getriebe aus wurde die Kraft durch einen Treibriemen auf eine waagerechte, in das Werkstattgebäude reichende Welle übertragen, wo sie eine Holz- und Metalldrehbank, eine Kettensäge und eine Bohrmaschine antrieb (Transmission). Die Anlage pumpte auch das Wasser für Otjimbingwe aus einer Quelle. Der Windmotor hatte eine Leistung von acht PS (ungefähr 6 kW). Die Einstellung und die Kraftregulierung der Anlage erfolgte selbsttätig.